# デニス・シェルバン
デニス・シェルバン（Dennis Şerban、1976年1月5日 - ）は、ルーマニア・ブカレスト出身の元サッカー選手。ルーマニア代表である。ポジションはMF。

## 経歴
FCファルル・コンスタンツァを経て、1996年にステアウア・ブカレストに入団する。そこで有能なプレーメーカーとして、入団直後から重要な役目を任された。1997年と1998年の2シーズン続けてルーマニア・リーグを制し、同様に続けてUEFAチャンピオンズリーグに出場した。1999年にはスペインのバレンシアCFに入団するが、出場機会に恵まれず、ビジャレアルCFやエルチェCFなどにレンタルされる。エルチェでは35試合11得点と好プレーを見せてバレンシアに引き戻されるが、結局スペインを離れることになった。母国のラピド・ブカレストを経て再びスペインにやってきた彼はポリ・エヒドなどでプレーしたが、結果を残すことは出来なかった。2005-06シーズンにはギリシャ2部のAEL 1964に移籍し、1部昇格に貢献。ディナモ・ブカレストで1シーズン過ごした後に現役引退した。
引退後は指導者としての道を歩んでいる。
1996年から2001年までの間にルーマニア代表として13試合に出場した。2000年11月15日のユーゴスラビアとの親善試合で代表初得点した。

## 所属クラブ

### 選手
- 1994-1996  FCファルル・コンスタンツァ
- 1996-1998  ステアウア・ブカレスト
- 1998-2001  バレンシアCF
- 1999-2000 → ビジャレアルCF(loan)
- 2000-2001 → エルチェCF(loan)
- 2002  ラピド・ブカレスト
- 2002-2003  コルドバCF
- 2003  ポリ・エヒド
- 2004  FCペトロルル・プロイェシュティ
- 2004  ディナモ・ブカレスト
- 2005-2006  AEL 1964
- 2006-2007  ディナモ・ブカレスト

### 指導者
- SCアストラ・プロイェシュティ